# North Carr
Le North Carr, est un bateau-phare lancé en 1933. Il est maintenant amarré sur le front de mer à Dundee en Écosse, servant de bateau musée, en attente de restauration. Il est inscrit au Registre de la National Historic Fleet. Il fut le troisième bateau-phare à porter ce nom.

## Histoire
Il a été construit par le chantier naval A. & J. Inglis Ltd faisant partie des chantiers Harland and Wolff ) pour la Trinity House Lighthouse Service (« Service des phares de l'immeuble Trinity ») de Glasgow en 1932 et mis en service le 27 février 1933. Pour le service, il était ancré au large du Fife Ness (en) jusqu'en 1975 pour avertir des dangers des récifs de North Carr et donner la direction vers les fleuves Forth et Tay. En fin de carrière le bâtiment devint une attraction dans le port d'Anstruther.
Le 8 décembre 1959, le bateau-phare fut l'objet d'une tragique mission de sauvetage. Après qu'il a rompu ses amarres, il a commencé à dériver dans une mer forte. Le canot de sauvetage RNLB Mona (ON 775) (en) a été lancé mais les huit hommes d'équipage ont péri en mer par chavirage. Le bateau-phare et son équipage ont survécu et après réparation il a été remorqué sur sa station.

## Situation actuelle
le North Carr fut utilisé comme musée à Anstruther pendant des années après qu'ilait quitté le service. Puis il a été acheté à la casse en 2010 pour la livre symbolique. Une recherche de fonds a été organisée par l'organisme de bienfaisance Taymara. Il est exposé au port de Dundee.